# 鳥羽亜矢子
鳥羽 亜矢子（とば あやこ）は、日本のピアニストである。広島県福山市出身。
国内外において器楽・声楽の両分野のアンサンブルピアニストとして、リサイタル・コンクールなどでの伴奏・共演を中心とした演奏活動を行っている。
日本人としては練木繁夫に次いで、20世紀を代表するチェリストの1人であるヤーノシュ・シュタルケルから直接薫陶を受けた数少ないピアニストの一人。

## 略歴
- ヤマハ音楽教育システム幼児科及びジュニア科専門コース修了。
- 東京都立芸術高校音楽科卒業。
- 東京藝術大学音楽学部卒業。
- アメリカ・インディアナ大学音楽学部パフォーマー・ディプロマコース、同アーティスト・ディプロマコース修了。

## これまでに師事してきた主な音楽家

### ピアノ
- 井上英子
- 堀江孝子
- 山城浩一
- 練木繁夫

### 室内楽
- 漆原啓子
- 店村眞積
- ヤーノシュ・シュタルケル
- ミリアム・フリード
- 堤剛

## 主な職歴
- ヤーノシュ・シュタルケル（チェロ奏者）のアシスタントピアニスト
- インターナショナル・チェロコングレスin 神戸2005の公式マスタークラスピアニスト
- インディアナ大学チェロ科ヤーノシュ・シュタルケル特別教授、ヴァイオリン科ミリアム・フリード特別教授の伴奏非常勤講師（専属クラスピアニスト）
- 東京藝術大学音楽学部弦楽科非常勤伴奏助手（2009年4月より）

## 主な共演者
- 堤剛（チェロ）
- マーク・コッペイ（チェロ）
- ポール・ビス（ヴァイオリン）
- 五嶋龍（ヴァイオリン）
- フレデリク・サイス（ヴァイオリン）

## その他
- 名探偵コナン 戦慄の楽譜（2008年4月公開） - ピアノ演奏を担当